# Еникьой (дем Сяр)
Вижте пояснителната страница за други значения на Еникьой.
Еникьой (на гръцки: Προβατάς, Проватас, до 1928 Γενή Κιόι, Йени Кьой) е село в Гърция, Егейска Македония, дем Сяр (Серес) с 1344 жители (2001).

## География
Селото се намира в Сярското поле на 10 километра западно от демовия център град Сяр (Серес).

## История

### В Османската империя
В XIX век Еникьой е село в Сярската каза на Османската империя. Александър Синве („Les Grecs de l’Empire Ottoman. Etude Statistique et Ethnographique“), който се основава на гръцки данни, в 1878 година пише, че в Йени кьой (Yeni-keuy) живеят 180 гърци. Според „Етнография на вилаетите Адрианопол, Монастир и Салоника“ в 1873 година в Йеникьой (Yéni-Keuï) има 115 домакинства и 220 жители мюсюлмани и 80 жители българи.
В 1891 година Георги Стрезов определя селото като част от Овакол и пише:
| „ | Ени кьой, на ЮЗ от Сяр 1/2 час до реката. През това село минува шосето за Солун. Има 45 къщи. 50 души българе, а остатъкът турци. | “ |

Според статистиката на Васил Кънчов („Македония. Етнография и статистика“) в 1900 година в Ени Кьой има 100 жители българи християни и 220 българи мохамедани.
По данни на секретаря на Българската екзархия Димитър Мишев („La Macédoine et sa Population Chrétienne“) в 1905 година в Еникьой (Yeni-Keuy) живеят 136 българи екзархисти.

### В Гърция
След Междусъюзническата война в 1913 година селото попада в Гърция. В 1926 година името на селото е променено на Проватас. В селото са заселени гърци бежанци. Според преброяването от 1928 година Еникьой е смесено местно-бежанско село със 187 бежански семейства с 829 души.
В 1936 година е положен основният камък на църквата „Свети Георги“.
До 2011 година Еникьой е център на дем Капитан Митруси в ном Сяр.
| Име         | Име          | Ново име   | Ново име   | Описание                                                                                                  |
| ----------- | ------------ | ---------- | ---------- | --- |
| Бизиргенкия | Μπιζιργένκια | Плусия     | Πλούσια    | |
| Алчак       | Άλτσάκι      | Хамилон    | Χαμηλών    | местност на Ю от Еникьой и на ЮЗ от Горно Караджово; от турското alçak, „нисък“                           |
| Кара Табан  | Καρά Ταμπάνι | Патома     | Πάτωμα     | |
| Пика        | Πίκα         | Палиорема  | Παληόρεμα  | река на ЮЗ от Еникьой                                                                                     |
| Таш Парча   | Τάς Παρτσά   | Петра      | Πετρα      | |
| Бей търла   | Μπέη Ταρλά   | Хорафия    | Χωράφια    | |
| Гюбрелик    | Γκεμπρελίκι  | Копротопос | Κοπρότοπος | местност на СЗ от Еникьой; от турското gübrelik, „торище“, производно от gübre, заемка от гръцкото κόπρος |

## Личности
Починали в Еникьой
- Б. Михайлов Веселинов, български военен деец, капитан, загинал през Първата световна война[13]
- Владимир Ангелов Попов, български военен деец, подпоручик, загинал през Първата световна война[14]
- Георги Ян. Танев, български военен деец, поручик, загинал през Първата световна война[13]
- Димитър Рачев, български военен деец, подполковник, загинал през Първата световна война[13]
- Донко Алипиев Влайков, български военен деец, подпоручик, загинал през Първата световна война[15]
- Михаил Василиев Ташов, български военен деец, капитан, загинал през Първата световна война[13]
- Христо Спиридонов Манов, български военен деец, подпоручик, загинал през Първата световна война[16]

Свързани с Еникьой
- Тасос Хадзивасилиу (р.1981), гръцки политик, депутат от Нова демокрация, по произход от Еникьой